# Pakelen
Pakelen is een bestuurslaag in het regentschap Banjarnegara van de provincie Midden-Java, Indonesië. Pakelen telt 1404 inwoners (volkstelling 2010).